# Canton de Limoges-Le Palais
Le canton de Limoges-Le Palais est une ancienne division administrative française située dans le département de la Haute-Vienne et la région Nouvelle-Aquitaine. À la suite du redécoupage cantonal de 2014, le canton est fondu dans ceux de Limoges-3 et Limoges-5.

## Administration
| Période | Période | Identité                | Étiquette | Qualité |
| ------- | ------- | ----------------------- | --------- | --- |
| 1973    | 1985    | Ellen (Hélène) Constans | PCF       | Maître assistant de faculté Députée (1973-1981) Adjointe au Maire de Limoges (1977-1995)                                                                      |
| 1985    | 2004    | Jean-Claude Cruveilher  | PS        | Professeur de mécanique Maire du Palais-sur-Vienne |
| 2004    | 2015    | Isabelle Briquet        | PS        | Maire du Palais-sur-Vienne Vice-présidente du conseil général Présidente de l'Association des Maires de Haute-Vienne Elue en 2015 dans le Canton de Limoges-5 |

## Composition
Le canton de Limoges-Le Palais groupe 2 communes et compte 12 537 habitants au recensement de 2010.
| Communes             | Population (2012) | Code postal | Code Insee |
| -------------------- | ----------------- | ----------- | ---------- |
| Limoges              | 6 551             | 87000       | 87085      |
| Le Palais-sur-Vienne | 5 986             | 87410       | 87113      |

## Démographie
| 1962 | 1968 | 1975 | 1982 | 1990 | 1999   | 2006   | 2010   |
| ---- | ---- | ---- | ---- | ---- | ------ | ------ | ------ |
| -    | -    | -    | -    | -    | 11 886 | 12 824 | 12 537 |